# サン・ミゲリート
サン・ミゲリート(スペイン語：San Miguelito)は、パナマのパナマ県の都市。
2010年の人口は31万5019人で、国内2位。
パナマ都市圏に含まれる。

## 人口
- 1990年5月13日：24万3025人
- 2000年5月15日：29万3745人
- 2010年5月16日：31万5019人

## 著名人

### サン・ミゲリート出身
- ルイス・テハダ：1982年～。サッカー選手。
- アンセルモ・モレノ：1985年～。プロボクサー。元世界王者。

### サン・ミゲリートに一時的に居住
- ケヴィン・クラニー：1982年～。サッカー選手。ブラジル・ドイツ・パナマの三重国籍者。
- ブラス・ペレス：1981年～。サッカー選手。

## 教育
- パナマ国際学校（英語版）